# Jack Kerouac School

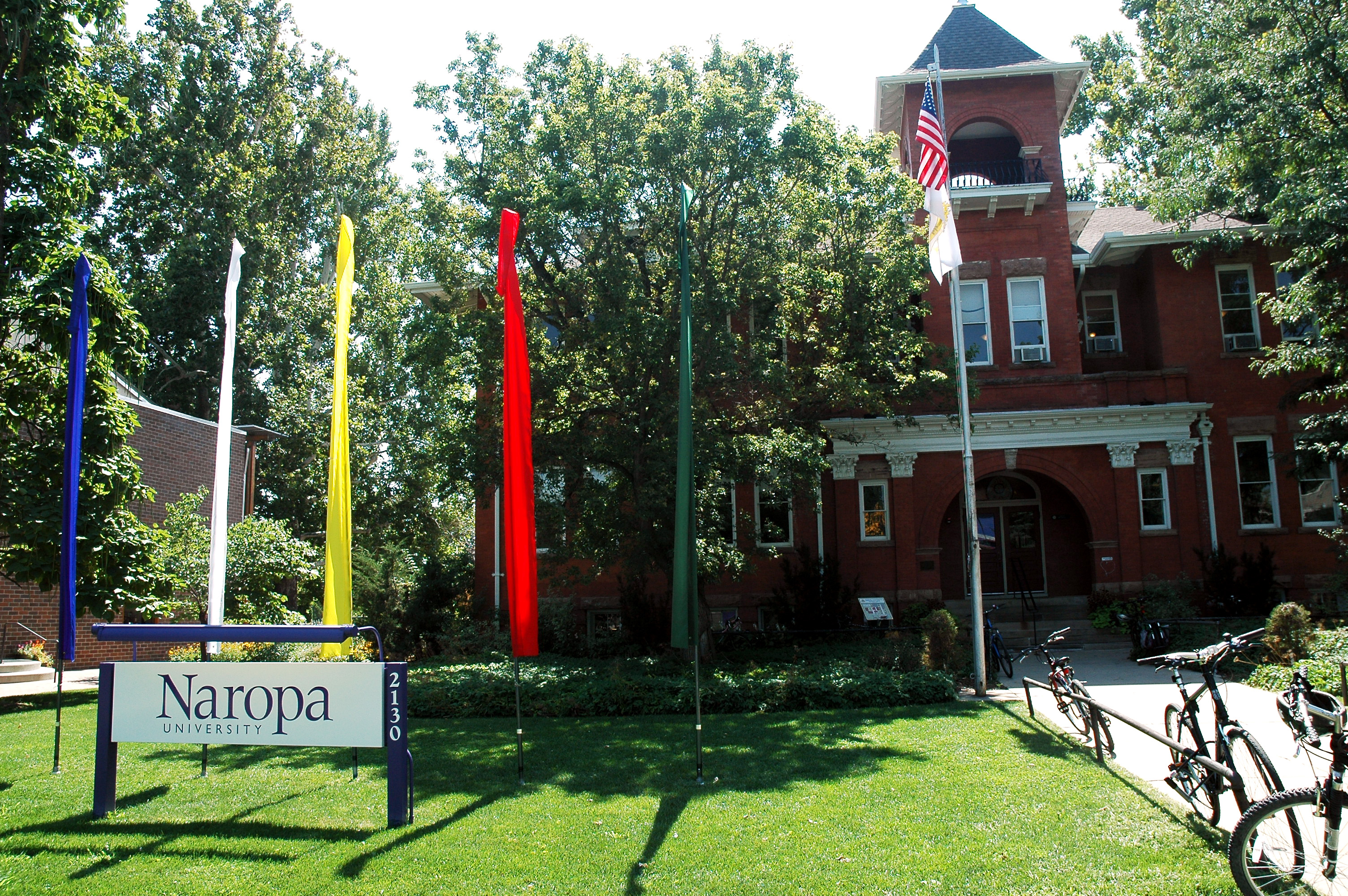
Universidad Naropa de Boulder, Colorado

La Jack Kerouac School of Disembodied Poetics (en español: Escuela de poética no corpórea Jack Kerouac), más conocida como simplemente Jack Kerouac School, es una escuela de literatura de la Universidad Naropa, ubicada en Boulder, Colorado, Estados Unidos, fundada en 1974 por Allen Ginsberg y Anne Waldman, como parte del llamado «experimento de 100 años» de Chögyam Trungpa.
Sus programas consisten en una licenciatura en escritura creativa y literatura, una maestría residencial en escritura creativa y poética, una maestría en escritura creativa, seminarios de escritura básica de pregrado y el programa de escritura de verano.

## Plan de estudios
La Kerouac School alienta a los estudiantes a tomar clases sobre un plan de estudios literarios amplio, mientras se cultivan prácticas de escritura contemplativa y experimental, haciéndose énfasis en enfoques originales e innovadores de las artes literarias.
En el libro When I Was Cool: My Life at the Jack Kerouac School (2004), Sam Kashner hace un relato de su época como primer alumno de la escuela.
El programa de escritura de verano de la escuela reúne a profesores invitados quienes participan de coloquios, talleres y conferencias.